# S-finites Maß
Als s-finite Maße oder s-endliche Maße bezeichnet man eine gewisse Klasse von Maßen in der Maßtheorie, einem Teilgebiet der Mathematik. Sie lassen sich als abzählbare Summe von endlichen Maßen darstellen und erlauben somit die Verallgemeinerung gewisser Beweise. Die s-finiten Maße sind den σ-endlichen Maßen ähnlich, sollten aber nicht mit ihnen verwechselt werden.

## Definition
Gegeben sei ein Messraum {\displaystyle (X,{\mathcal {A}})}.
Dann heißt ein Maß {\displaystyle \mu } auf diesem Messraum ein s-finites Maß, wenn es eine abzählbare Folge {\displaystyle (\nu _{n})_{n\in \mathbb {N} }} von endlichen Maßen gibt, so dass
{\displaystyle \mu =\sum _{i=1}^{\infty }\nu _{i}}
gilt.

## Beispiel
Das Lebesgue-Maß {\displaystyle \lambda } ist ein s-finites Maß. Definiere dazu
{\displaystyle I_{n}:=[-n,n]}
und
{\displaystyle B_{n}:=I_{n}\setminus I_{n-1}}.
Bezeichnet nun {\displaystyle \lambda |_{B}} die Einschränkung des Lebesgue-Maßes auf die Menge {\displaystyle B}, so sind die Maße
{\displaystyle \nu _{n}=\lambda |_{B_{n}}}
alle endlich und summieren sich aufgrund ihrer Konstruktion zu {\displaystyle \lambda }.

## Eigenschaften

### Beziehung zur σ-Endlichkeit
Jedes σ-endliche Maß ist immer s-finit.
Denn ist {\displaystyle \nu } σ-endlich und sind {\displaystyle B_{1},B_{2},B_{3},\dots } messbare disjunkte Mengen mit {\displaystyle \mu (B_{i})<\infty } für alle {\displaystyle i\in \mathbb {N} } wie in der Definition der σ-Endlichkeit gefordert, so sind {\displaystyle \nu _{n}:=\mu |_{B_{n}}} endliche Maße, die sich wie im obigen Beispiel wieder zu {\displaystyle \mu } aufsummieren.
Umgekehrt ist nicht jedes s-finite Maß auch σ-endlich. Betrachtet man als Messraum die Menge {\displaystyle X=\{a,b\}}, versehen mit der Potenzmenge als σ-Algebra und definiert die Maße {\displaystyle \nu _{n}} alle als das Zählmaß auf {\displaystyle X}, so ist
{\displaystyle \mu :=\sum _{i=1}^{\infty }\nu _{i}}
per Konstruktion s-finit. Aber {\displaystyle \mu } ist nicht σ-endlich, denn es ist
{\displaystyle \mu (\{a\})=\sum _{i=1}^{\infty }\nu _{i}(\{a\})=\sum _{i=1}^{\infty }1=\infty },
der Fall für {\displaystyle \{b\}} folgt analog.

### Äquivalenz
Jedes s-finite Maß {\displaystyle \mu } ist äquivalent zu einem Wahrscheinlichkeitsmaß {\displaystyle \nu }. Das bedeutet, dass es ein Maß {\displaystyle \nu } mit {\displaystyle \nu (X)\leq 1} gibt, so dass {\displaystyle \nu \sim \mu }. Hier bedeutet {\displaystyle \nu \sim \mu }, dass {\displaystyle \nu \ll \mu } und  {\displaystyle \nu \gg \mu }, sprich, {\displaystyle \nu } ist absolut stetig bezüglich {\displaystyle \mu } und {\displaystyle \mu } ist absolut stetig bezüglich {\displaystyle \nu }.
Denn sind {\displaystyle (\nu _{i})_{i\in \mathbb {N} }} endliche Maße wie in der Definition der s-Finitheit gefordert, so ist ein mögliches {\displaystyle \nu } gegeben durch
{\displaystyle \nu (A)=\sum _{i=1}^{\infty }{\frac {1}{2^{i}}}{\frac {\nu _{i}(A)}{\nu _{i}(X)}}}.
für alle {\displaystyle A\in {\mathcal {A}}}.